# キーウ・ポスト

キーウ・ポスト（英語: Kyiv Post, ウクライナ語: Ки́їв Пост）またはキエフ・ポストは、ウクライナの主要な新聞。英語で書かれている。
創刊当初のモットーは「独立。コミュニティ。信頼。（Independence. Community. Trust.）」で、2018年2月より「ウクライナのグローバルボイス（Ukraine's Global Voice）」としている。

## 沿革
1995年、アメリカ人のジェド・スンデン（Jed Sunden）により創刊、その後、スンデンは英国市民であるモハマド・ザホールに新聞社を売却した。ザホールはISTIL Groupを所有するパキスタン人であり、ドネツクの鉄鋼製品を扱う元貿易業者（2008年から）である。ザホールは新聞を自身の企業"Public Media"を通して発行している。内容には政治・ビジネス・エンターティメントをカバーしている。スタッフは外国籍とウクライナのジャーナリストから成る。歴史的に、編集方針は民主主義と自由市場を擁護するものとなっている。これまで、ジャーナリストのゲオルギー・ゴンガゼの2000年に起きた殺害事件、2004年のオレンジ革命、政治腐敗の調査報道を行っている。

### 一時閉鎖とThe Kyiv Independentへの分離
2021年11月8日、編集部員との間に見解の相違が生じたことから、オーナーが記者全員を解雇したため、キーウ・ポストは一時的に発行が不可能となった。11日には、新たなCEOとしてLuc Chénierが発表された。解雇された多くの記者が移籍先とした "The Kyiv Independent" の設立も同日である。